# آل (مشهد)
آل روستایی در دهستان کارده بخش مرکزی شهرستان مشهد استان خراسان رضوی ایران است.

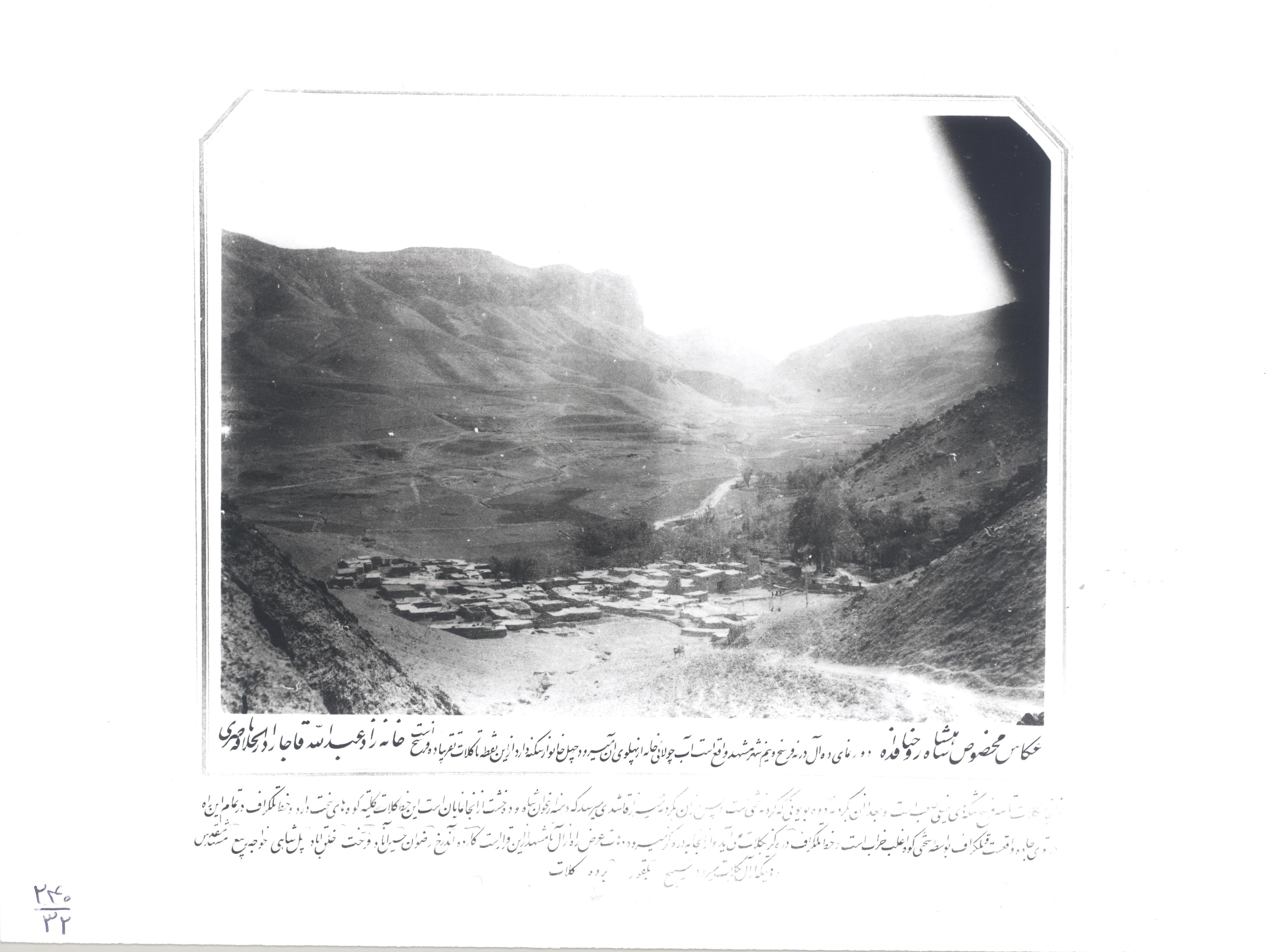
دورنمای روستا در ۱۳۱۱ هجری قمری

## جمعیت
بر پایه سرشماری عمومی نفوس و مسکن در سال ۱۳۹۵ جمعیت این روستا ۳۷۲ نفر (۱۳۲خانوار) بوده‌است.